# Ślepkowo Królewskie
Ślepkowo Królewskie (prononciation : [ɕlɛpˈkɔvɔ kruˈlɛfskʲɛ]) est un village polonais de la gmina de Radzanowo dans le powiat de Płock de la voïvodie de Mazovie dans le centre-est de la Pologne.
Il se situe à environ 2 kilomètres à l'ouest de Radzanowo (siège de la gmina), 13 kilomètres à l'est de Płock (siège du powiat) et à 87 kilomètres au nord-ouest de Varsovie (capitale de la Pologne).

## Histoire
De 1975 à 1998, le village appartenait administrativement à la voïvodie de Płock.